# Slowaaks voetbalelftal in 2008
Het Slowaaks voetbalelftal speelde tien interlands in het jaar 2008, waaronder acht duels in de kwalificatiereeks voor het WK voetbal 2010 in Zuid-Afrika. De selectie stond onder leiding van bondscoach Ján Kocian, maar na drie nederlagen op rij moest hij in juni plaatsmaken voor Vladimír Weiss. Op de in 1993 geïntroduceerde FIFA-wereldranglijst steeg Slowakije in 2008 van de 54ste (januari 2008) naar de 44ste plaats (december 2008).

## Balans
| Wedstrijden | Wedstrijden | Wedstrijden | Wedstrijden | Doelpunten | Doelpunten | Doelpunten | Punten |
| Gespeeld    | Winst       | Gelijk      | Verlies     | Voor       | Tegen      | Saldo      | Punten |
| ----------- | ----------- | ----------- | ----------- | ---------- | ---------- | ---------- | ------ |
| 10          | 4           | 1           | 5           | 14         | 13         | +1         | 0.900  |

## Interlands
|                                                       |                 |       |                      |                                                                                            |
| 6 februari Vriendschappelijk № 169 «onderlinge duels» | Hongarije       | 1 – 1 | Slowakije            | Tsirion Athletic Center, Limassol Toeschouwers: 100 Scheidsrechter: Leontios Trattos (CYP) |
| 6 februari Vriendschappelijk № 169 «onderlinge duels» | Zoltán Gera 54' |       | 64' Stanislav Šesták | Tsirion Athletic Center, Limassol Toeschouwers: 100 Scheidsrechter: Leontios Trattos (CYP) |

|                                                     |                  |       |                                             |                                                                                              |
| 26 maart Vriendschappelijk № 170 «onderlinge duels» | Slowakije        | 1 – 2 | IJsland                                     | Štadión Zlaté Moravce, Zlaté Moravce Toeschouwers: 4.120 Scheidsrechter: Gerald Lehner (AUT) |
| 26 maart Vriendschappelijk № 170 «onderlinge duels» | Marek Mintál 87' |       | 71' Gunnar Þorvaldsson 82' Eiður Guðjohnsen | Štadión Zlaté Moravce, Zlaté Moravce Toeschouwers: 4.120 Scheidsrechter: Gerald Lehner (AUT) |

|                                                   |           |                 |         |                                                                                   |
| 20 mei Vriendschappelijk № 171 «onderlinge duels» | Slowakije | 0 – 1           | Turkije | Schüco Arena, Bielefeld Toeschouwers: 13.100 Scheidsrechter: Michael Weiner (GER) |
| 20 mei Vriendschappelijk № 171 «onderlinge duels» |           | 63' Hakan Balta |         | Schüco Arena, Bielefeld Toeschouwers: 13.100 Scheidsrechter: Michael Weiner (GER) |

|                                                   |                                      |       |           |                                                                                            |
| 24 mei Vriendschappelijk № 172 «onderlinge duels» | Zwitserland                          | 2 – 0 | Slowakije | Stadio Comunale di Cornaredo, Lugano Toeschouwers: 10.150 Scheidsrechter: Alan Kelly (IRL) |
| 24 mei Vriendschappelijk № 172 «onderlinge duels» | Valon Behrami 56' Alexander Frei 63' |       |           | Stadio Comunale di Cornaredo, Lugano Toeschouwers: 10.150 Scheidsrechter: Alan Kelly (IRL) |

|                                                        |           |                                 |             |                                                                                              |
| 20 augustus Vriendschappelijk № 173 «onderlinge duels» | Slowakije | 0 – 2                           | Griekenland | Štadión Zlaté Moravce, Zlaté Moravce Toeschouwers: 4.500 Scheidsrechter: Mihály Fábián (HUN) |
| 20 augustus Vriendschappelijk № 173 «onderlinge duels» |           | 62' Fanis Gekas 86' Fanis Gekas |             | Štadión Zlaté Moravce, Zlaté Moravce Toeschouwers: 4.500 Scheidsrechter: Mihály Fábián (HUN) |

|                                                                |                                    |       |                       |                                                                                   |
| 6 september WK-kwalificatie № 174 «onderlinge duels» 16:30 uur | Slowakije                          | 2 – 1 | Noord-Ierland         | Tehelné Pole, Bratislava Toeschouwers: 5.445 Scheidsrechter: Nikolai Ivanov (RUS) |
| 6 september WK-kwalificatie № 174 «onderlinge duels» 16:30 uur | Martin Škrtel 46' Marek Hamšík 70' |       | 81' (e.d.) Ján Ďurica | Tehelné Pole, Bratislava Toeschouwers: 5.445 Scheidsrechter: Nikolai Ivanov (RUS) |

|                                                                 |                                               |       |                    |                                                                                          |
| 10 september WK-kwalificatie № 175 «onderlinge duels» 20:45 uur | Slovenië                                      | 2 – 1 | Slowakije          | Stadion Ljudski Vrt, Maribor Toeschouwers: 9.900 Scheidsrechter: Svein Oddvar Moen (NOR) |
| 10 september WK-kwalificatie № 175 «onderlinge duels» 20:45 uur | Milivoje Novakovič 22' Milivoje Novakovič 82' |       | 83' Martin Jakubko | Stadion Ljudski Vrt, Maribor Toeschouwers: 9.900 Scheidsrechter: Svein Oddvar Moen (NOR) |

|                                                               |                |       |                                                        |                                                                                    |
| 11 oktober WK-kwalificatie № 176 «onderlinge duels» 20:30 uur | San Marino     | 1 – 3 | Slowakije                                              | Stadio Olimpico, Serravalle Toeschouwers: 1.037 Scheidsrechter: Sascha Kever (SUI) |
| 11 oktober WK-kwalificatie № 176 «onderlinge duels» 20:30 uur | Andy Selva 45' |       | 32' Stanislav Šesták 39' Ján Kozák 50' Miroslav Karhan | Stadio Olimpico, Serravalle Toeschouwers: 1.037 Scheidsrechter: Sascha Kever (SUI) |

|                                                               |                                           |       |                        |                                                                                    |
| 15 oktober WK-kwalificatie № 177 «onderlinge duels» 20:30 uur | Slowakije                                 | 2 – 1 | Polen                  | Tehelné pole, Bratislava Toeschouwers: 17.650 Scheidsrechter: Bertrand Layec (FRA) |
| 15 oktober WK-kwalificatie № 177 «onderlinge duels» 20:30 uur | Stanislav Šesták 85' Stanislav Šesták 86' |       | 70' Euzebiusz Smolarek | Tehelné pole, Bratislava Toeschouwers: 17.650 Scheidsrechter: Bertrand Layec (FRA) |

|                                                        |                                                                    |       |               |                                                                                    |
| 19 november Vriendschappelijk № 178 «onderlinge duels» | Slowakije                                                          | 4 – 0 | Liechtenstein | Štadión pod Dubňom, Žilina Toeschouwers: 2.010 Scheidsrechter: Oleh Oriekhov (UKR) |
| 19 november Vriendschappelijk № 178 «onderlinge duels» | Marek Hamšík 43' Marek Hamšík 72' Róbert Vittek 75' Róbert Jež 90' |       |               | Štadión pod Dubňom, Žilina Toeschouwers: 2.010 Scheidsrechter: Oleh Oriekhov (UKR) |

## FIFA-wereldranglijst
| JAN | FEB | MAR | APR | MEI | JUN | JUL | AUG | SEP | OKT | NOV | DEC |
| --- | --- | --- | --- | --- | --- | --- | --- | --- | --- | --- | --- |
| 54  | 56  | 58  | 66  | 66  | 66  | 65  | 64  | 67  | 60  | 45  | 44  |

## Statistieken
| Štefan Senecký    | 1980-01-06 | Ankaraspor AŞ          | 6 | 0 | 0 | 10 | 0  |
| Ján Mucha         | 1982-12-05 | Legia Warschau         | 3 | 1 | 0 | 4  | 0  |
| Ľuboš Kamenár     | 1987-06-17 | Artmedia Petržalka     | 1 | 0 | 0 | 1  | 0  |
| Verdediging       |            |                        |   |   |   |    |    |
| Marek Čech        | 1983-01-26 | West Bromwich Albion   | 8 | 0 | 0 | 31 | 3  |
| Martin Petráš     | 1979-11-02 | US Triestina           | 6 | 1 | 0 | 32 | 1  |
| Martin Škrtel     | 1984-12-15 | Liverpool FC           | 6 | 0 | 1 | 28 | 5  |
| Ján Ďurica        | 1981-11-10 | FK Satoern             | 5 | 1 | 0 | 28 | 1  |
| Radoslav Zabavník | 1980-09-16 | Terek Grozny           | 5 | 1 | 0 | 33 | 1  |
| Peter Pekarík     | 1986-10-30 | VfL Wolfsburg          | 5 | 0 | 0 | 6  | 0  |
| Balázs Borbély    | 1979-10-02 | FC Timişoara           | 3 | 1 | 0 | 14 | 0  |
| Marián Čišovský   | 1979-11-02 | FC Timişoara           | 3 | 0 | 0 | 10 | 0  |
| Tomáš Hubočan     | 1985-09-17 | FK Zenit St-Petersburg | 3 | 0 | 0 | 5  | 0  |
| Matej Krajčík     | 1978-03-19 | Reggina                | 2 | 2 | 0 | 17 | 0  |
| Miloš Brezinský   | 1984-04-02 | FC Timişoara           | 1 | 0 | 0 | 3  | 0  |
| Roman Kratochvíl  | 1974-06-24 | Konyaspor              | 1 | 0 | 0 | 35 | 0  |
| Peter Doležaj     | 1981-04-05 | Spartak Trnava         | 0 | 2 | 0 | 3  | 0  |
| Kornel Saláta     | 1985-01-24 | Artmedia Petržalka     | 0 | 1 | 0 | 1  | 0  |
| Middenveld        |            |                        |   |   |   |    |    |
| Marek Hamšík      | 1987-07-27 | SSC Napoli             | 9 | 0 | 3 | 18 | 5  |
| Marek Sapara      | 1982-07-31 | Rosenborg              | 5 | 1 | 0 | 18 | 2  |
| Ján Kozák         | 1980-04-24 | Slovan Bratislava      | 4 | 2 | 1 | 15 | 1  |
| Marek Mintál      | 1977-09-02 | 1. FC Nürnberg         | 3 | 4 | 1 | 44 | 14 |
| Miroslav Karhan   | 1976-06-21 | 1. FSV Mainz 05        | 3 | 1 | 1 | 86 | 13 |
| Branislav Obžera  | 1981-08-29 | Slovan Bratislava      | 2 | 1 | 0 | 5  | 0  |
| Zdeno Štrba       | 1976-06-09 | MŠK Žilina             | 2 | 1 | 0 | 10 | 0  |
| Dušan Švento      | 1985-08-01 | Slavia Praag           | 1 | 3 | 0 | 14 | 1  |
| Jaroslav Kolbas   | 1985-01-10 | MFK Košice             | 1 | 1 | 0 | 2  | 0  |
| Róbert Jež        | 1981-07-10 | MŠK Žilina             | 0 | 2 | 1 | 3  | 1  |
| Juraj Kucka       | 1987-02-26 | Sparta Praag           | 0 | 1 | 0 | 1  | 0  |
| Blažej Vaščák     | 1983-11-21 | FK Teplice             | 0 | 1 | 0 | 3  | 0  |
| Igor Žofčák       | 1983-04-10 | Sparta Praag           | 0 | 1 | 0 | 8  | 0  |
| Aanval            |            |                        |   |   |   |    |    |
| Róbert Vittek     | 1982-04-01 | Lille OSC              | 7 | 2 | 1 | 57 | 16 |
| Stanislav Šesták  | 1982-12-16 | VfL Bochum             | 5 | 1 | 4 | 18 | 5  |
| Martin Jakubko    | 1980-02-26 | FK Khimki              | 4 | 4 | 1 | 19 | 3  |
| Filip Hološko     | 1984-01-17 | Beşiktaş               | 4 | 3 | 0 | 31 | 4  |
| Erik Jendrišek    | 1986-10-26 | 1. FC Kaiserslautern   | 2 | 0 | 0 | 2  | 0  |
| Juraj Halenár     | 1983-06-28 | Slovan Bratislava      | 0 | 1 | 0 | 3  | 0  |
| Ján Novák         | 1985-03-06 | MFK Košice             | 0 | 1 | 0 | 1  | 0  |
| Filip Šebo        | 1984-02-24 | Valenciennes FC        | 0 | 1 | 0 | 8  | 5  |